# Hamsterråttor
Hamsterråttor (Cricetomyinae) är en underfamilj i familjen Nesomyidae som tillhör underordningen råttartade gnagare. Underfamiljen bildas av 8 arter fördelade på 3 släkten.
Arterna liknar råttor i utseende men har liksom hamstrar kindpåsar. Hamsterråttornas långa svans är naken och de har små ögon. Individerna är aktiva på natten. Dessa gnagare förekommer i Afrika söder om Sahara men är inte specialiserade på något habitat. De lever bland annat i torra savanner och i regnskogen.
Individerna är nattaktiva och vistas främst på marken. De äter frön, frukter som hamnar på marken och unga växtskott. Hamsterråttor gräver komplexa tunnelsystem där de förvarar födan. Angående storleken finns stora variationer inom underfamiljen.

## Systematik
Att underfamiljens släkten bildar ett gemensamt taxon var länge okänt. Först 1951 klassificerades de av Austin Roberts som underfamilj till råttdjur. Andra zoologer räknade dem som tribus bland sorkar eller som en egen familj. Efter nyare molekylärgenetiska undersökningar listas de idag som nära släktingar till trädmöss i den nya familjen Nesomyidae.
- Kortsvansade hamsterråttor (Saccostomus)
- Beamys
- Jättepåsråttor (Cricetomys)